# Campionati italiani primaverili di nuoto 1988
I trentacinquesimi Campionati italiani primaverili di nuoto si sono svolti a Firenze dal 25 al 27 marzo 1988. È stata utilizzata la vasca da 50 metri.

## Podi

### Uomini
| Evento               | Oro                                                                                       | Tempo   | Argento | Tempo | Bronzo | Tempo |
| Stile libero         |                                                                                           |         |         |       |        |       |
| 50 m                 | Giovanni Franceschi                                                                       | 23"39   |         | -     |        | -     |
| 100 m                | Roberto Gleria                                                                            | 50"71   |         | -     |        | -     |
| 200 m                | Giorgio Lamberti                                                                          | 1'47"90 |         | -     |        | -     |
| 400 m                | Roberto Gleria                                                                            | 3'52"90 |         | -     |        | -     |
| Dorso                |                                                                                           |         |         |       |        |       |
| 200 m                | Stefano Battistelli                                                                       | 2'01"08 |         | -     |        | -     |
| Rana                 |                                                                                           |         |         |       |        |       |
| 100 m                | Andrea Cecchi                                                                             | 1'03"95 |         | -     |        | -     |
| 200 m                | Massimiliano Cagelli                                                                      | 2'19"94 |         | -     |        | -     |
| Farfalla             |                                                                                           |         |         |       |        |       |
| 100 m                | Leonardo Michelotti                                                                       | 55"32   |         | -     |        | -     |
| 200 m                | Luca Sacchi                                                                               | 2'03"18 |         | -     |        | -     |
| Misti                |                                                                                           |         |         |       |        |       |
| 200 m                | Luca Sacchi                                                                               | 2'04"10 |         | -     |        | -     |
| 400 m                | Stefano Battistelli                                                                       | 4'21"86 |         | -     |        | -     |
| Staffette            |                                                                                           |         |         |       |        |       |
| 4x100 m stile libero | Leonessa Telemarket Roberto Gleria Leonardo Michelotti Fabrizio Rampazzo Giorgio Lamberti | 3'22"72 |         | -     |        | -     |
| 4x200 m stile libero | Leonessa Telemarket Leonardo Michelotti Fabrizio Rampazzo Roberto Gleria Giorgio Lamberti | 7'28"99 |         | -     |        | -     |
| 4x100 m stile misti  | Fiamme Gialle Lorenzo Carbonari Andrea Cecchi Marco Braida Simone Dini                    | 3'52"95 |         | -     |        | -     |

### Donne
| Evento               | Oro                                                                                | Tempo   | Argento | Tempo | Bronzo | Tempo |
| Stile libero         |                                                                                    |         |         |       |        |       |
| 50 m                 | Silvia Persi                                                                       | 26"77   |         | -     |        | -     |
| 100 m                | Silvia Persi                                                                       | 57"49   |         | -     |        | -     |
| 200 m                | Silvia Persi                                                                       | 2'04"60 |         | -     |        | -     |
| 400 m                | Manuela Melchiorri                                                                 | 4'16"81 |         | -     |        | -     |
| 800 m                | Manuela Melchiorri                                                                 | 8'46"15 |         | -     |        | -     |
| Dorso                |                                                                                    |         |         |       |        |       |
| 100 m                | Lorenza Vigarani                                                                   | 1'03"56 |         | -     |        | -     |
| 200 m                | Lorenza Vigarani                                                                   | 2'16"31 |         | -     |        | -     |
| Rana                 |                                                                                    |         |         |       |        |       |
| 100 m                | Manuela Dalla Valle                                                                | 1'10"91 |         | -     |        | -     |
| 200 m                | Manuela Dalla Valle                                                                | 2'33"75 |         | -     |        | -     |
| Farfalla             |                                                                                    |         |         |       |        |       |
| 100 m                | Ilaria Tocchini                                                                    | 1'02"95 |         | -     |        | -     |
| 200 m                | Ilaria Tocchini                                                                    | 2'15"75 |         | -     |        | -     |
| Misti                |                                                                                    |         |         |       |        |       |
| 200 m                | Roberta Felotti                                                                    | 2'19"27 |         | -     |        | -     |
| 400 m                | Roberta Felotti                                                                    | 5'00"16 |         | -     |        | -     |
| Staffette            |                                                                                    |         |         |       |        |       |
| 4x100 m stile libero | Libertas Safa Torino Ilaria Sciorelli Nadia Pautasso Lucia Vigliano Emanuela Viola | 3'56"80 |         | -     |        | -     |
| 4x200 m stile libero | Roma Nuoto Manila Cavero Manuela Carosi Laura Belotti Silvia Persi                 | 8'35"88 |         | -     |        | -     |
| 4x100 m stile misti  | Roma Nuoto Martina Giuliani Laura Belotti Manuela Carosi Silvia Persi              | 4'24"56 |         | -     |        | -     |